# Klaus Gehrke
Klaus Gehrke (* 27. Mai 1939 in Neustrelitz) ist ein deutscher Schauspieler.

## Leben
Klaus Gehrke beendete seine Schullaufbahn im Jahr 1958 mit dem Abitur. Er absolvierte von 1958 bis 1963 seine Schauspielausbildung an der Hochschule für Film und Fernsehen Potsdam-Babelsberg. Danach folgten Theaterengagements an Bühnen wie beispielsweise am Kleist-Theater Frankfurt (Oder), am Mecklenburgischen Staatstheater Schwerin oder am Sächsischen Staatstheater.
Nebenbei arbeitete Gehrke als Nebendarsteller in DEFA-Produktionen, wie 1962 in Ach, du fröhliche …, bevor er ab 1970 dem Schauspielerensemble des Deutschen Fernsehfunks (DFF) angehörte. Er verkörperte in dieser Zeit zahlreiche Rollen, wie den 1. Ingenieur in der Erfolgsserie Zur See (1976) oder in 17 Folgen einen Ermittler in der Fernsehreihe Polizeiruf 110, bis diese Zusammenarbeit aufgrund der Wende beendet wurde.
Seit 1992 arbeitet Gehrke als freiberuflicher Schauspieler vorwiegend für Fernsehproduktionen. Dem gesamtdeutschen Publikum wurde Gehrke vor allem durch seine Mitwirkung in der ZDF-Fernsehserie Der Landarzt bekannt, wo er von 1993 bis 2011 den Fischer und Seemann Kalle Opdehn darstellte. Gehrke wirkte bisher in über 130 Film-und-Fernsehproduktionen mit. Gehrke lebt in Bernau bei Berlin.

## Filmografie
- 1962: Königskinder
- 1962: Das grüne Ungeheuer (TV)
- 1962: Die aus der 12b
- 1962: Ach, du fröhliche …
- 1962: Nackt unter Wölfen
- 1962: Der Kinnhaken (Regie: Heinz Thiel)
- 1963: Es geht nicht ohne Liebe (TV)
- 1964: Die neue Elle
- 1965: Die Abenteuer des Werner Holt
- 1967: Rote Bergsteiger, TV-Serie, 13-teilig
- 1970: Wir kaufen eine Feuerwehr
- 1970: Weil ich dich liebe …
- 1972: Tecumseh
- 1972: Polizeiruf 110: Verbrannte Spur (TV-Reihe)
- 1972: Das Geheimnis der Anden (TV)
- 1973: Die Hosen des Ritters von Bredow
- 1973: Das unsichtbare Visier (TV)
- 1973: Zement (Fernsehfilm, 2 Teile)
- 1973: Ulzana
- 1973: Erziehung vor Verdun (TV)
- 1973: Der Wüstenkönig von Brandenburg
- 1973: Wolz – Leben und Verklärung eines deutschen Anarchisten
- 1974: Der nackte Mann auf dem Sportplatz
- 1974: Warum kann ich nicht artig sein
- 1975: Blumen für den Mann im Mond
- 1975: Polizeiruf 110: Der Mann (TV-Reihe)
- 1974: Zum Beispiel Josef
- 1976: Aschenbrödel
- 1977: Polizeiruf 110: Kollision
- 1977: Mama, ich lebe
- 1977: Zur See (TV)
- 1978: Ein Sonntagskind, das manchmal spinnt
- 1978: Polizeiruf 110: Bonnys Blues
- 1978: Brandstellen
- 1978: Der Staatsanwalt hat das Wort: Waldidyll
- 1979: Des Drachens grauer Atem (TV)
- 1980: Archiv des Todes (TV)
- 1980: Ungewöhnliche Entscheidung (Fernsehfilm)
- 1980: Aber Doktor (TV)
- 1980: Polizeiruf 110: Der Einzelgänger
- 1981: Polizeiruf 110: Harmloser Anfang
- 1981: Hochhausgeschichten (Fernseh-Mehrteiler)
- 1981: Suturp – Eine Liebesgeschichte (TV)
- 1981: Furcht und Elend des Dritten Reiches (TV-Zweiteiler)
- 1982: Polizeiruf 110: Der Rettungsschwimmer
- 1982: Der Mann von der Cap Arcona
- 1982: Polizeiruf 110: Der Unfall
- 1983: Pianke (Fernsehfilm)
- 1983: Polizeiruf 110: Schnelles Geld
- 1984: Front ohne Gnade (TV-Serie)
- 1985: Polizeiruf 110: Laß mich nicht im Stich
- 1986: Treffpunkt Flughafen (Fernsehserie)
- 1987: Kiezgeschichten (TV-Serie)
- 1987: Die erste Reihe (Fernsehfilm)
- 1987: Bebel und Bismarck (Fernseh-Dreiteiler)
- 1987: Der Staatsanwalt hat das Wort: Himmelblau oder Hans im Glück
- 1988: Der Vogel
- 1988: Polizeiruf 110: Der Mann im Baum
- 1988: Eine Magdeburger Geschichte
- 1989: Die gläserne Fackel (TV-Miniserie)
- 1989: Tierparkgeschichten (Fernsehserie)
- 1989: Polizeiruf 110: Der Fund
- 1989: Polizeiruf 110: Gestohlenes Glück
- 1990: Drei Wohnungen
- 1990: Garantiert ungestört
- 1990: Polizeiruf 110: Falscher Jasmin
- 1990: Polizeiruf 110: Das Duell
- 1991: Polizeiruf 110: Der Fall Preibisch
- 1991: Polizeiruf 110: Das Treibhaus
- 1991: Feuerwache 09 (Fernsehserie)
- 1993–2011: Der Landarzt (Fernsehserie)
- 1994: Liebling Kreuzberg (Fernsehserie, 1 Folge)
- 1995: Unser Lehrer Dr. Specht (Fernsehserie, 1 Folge)
- 1996: Alarm für Cobra 11 (Fernsehserie, 1 Folge)
- 1996: Im Namen des Gesetzes (Fernsehserie, 1 Folge)
- 1997: Für alle Fälle Stefanie (Fernsehserie, 2 Folgen)
- 1997: Ein Bayer auf Rügen (Fernsehserie, 1 Folge)
- 2001: Schloss Einstein (Fernsehserie, 2 Folgen)
- 2002: Großstadtrevier (Fernsehserie, 1 Folge)
- 2003: Wolffs Revier (Fernsehserie, 1 Folge)
- 2004: Tatort: Märchenwald
- 2006: Schöner Leben
- 2008: Unser Charly (Fernsehserie, 1 Folge)
- 2010: Der kalte Himmel
- 2010: Im Angesicht des Verbrechens (Fernsehserie, 3 Folgen)
- 2014: Josephine Klick – Allein unter Cops (Fernsehserie, 1 Folge)
- 2016: In aller Freundschaft (Fernsehserie, 1 Folge)
- 2018: Ritter von trauriger Gestalt

## Hörspiele
- 1967: Maxim Gorki: Feinde (Polizeikommissar) – Regie: Hans Dieter Mäde (Theater – Litera)
- 1974: Hans-Ulrich Lüdemann: Blümlein ist gegangen (Bernd) – Regie: Fritz Göhler (Hörspiel – Rundfunk der DDR)